# Liste der Kreisstraßen im Landkreis Südliche Weinstraße
Die Liste der Kreisstraßen im Landkreis Südliche Weinstraße ist eine Auflistung der Kreisstraßen im rheinland-pfälzischen Landkreis Südliche Weinstraße.

## Abkürzungen
- K: Kreisstraße
- L: Landesstraße

## Liste
Die Kreisstraßen behalten die ihnen zugewiesene Nummer in der Regel nicht bei einem Wechsel in einen anderen Landkreis oder in eine kreisfreie Stadt. Nicht vorhandene bzw. nicht nachgewiesene Kreisstraßen werden in Kursivdruck gekennzeichnet, ebenso Straßen und Straßenabschnitte, die unabhängig vom Grund (Herabstufung zu einer Gemeindestraße oder Höherstufung) keine Kreisstraßen mehr sind.
Der Straßenverlauf wird in der Regel von Nord nach Süd und von West nach Ost angegeben.
| Nr.  | Verlauf |
| ---- | --- |
| K 1  | K 65 – Wernersberg – |
| K 2  | – Burg Trifels |
| K 3  | L 490 in Annweiler am Trifels – Bindersbach                                                                                                 |
| K 4  | Gräfenhausen – L 490 in Queichhambach |
| K 6  | K 66 – Forsthaus Heldenstein – Edenkoben – K 30 – L 512 – Venningen – L 542 – L 540 – Altdorf – K 36 – K 35 – L 530                         |
| K 7  | Völkersweiler – L 494 |
| K 8  | Gossersweiler – L 494 |
| K 9  | Oberschlettenbach – L 490 |
| K 10 | Lindelbrunn – L 493 |
| K 11 | L 493 – in Birkenhördt |
| K 12 | Blankenborn – |
| K 13 | Gleiszellen – |
| K 14 | Gleishorbach – |
| K 16 | – Kapellen-Drusweiler – – K 23 |
| K 17 | L 509 – K 46 – Göcklingen – K 47 – L 493 in Heuchelheim-Klingen                                                                             |
| K 18 | L 510 in Heuchelheim-Klingen – Ingenheim – L 544 in Mühlhofen                                                                               |
| K 20 | (K 6 in Landau in der Pfalz) – Kreisgrenze – K 48 – L 509 – Ilbesheim bei Landau in der Pfalz – Kreisgrenze – (K 6 in Landau in der Pfalz)  |
| K 21 | L 493 in Rohrbach – Insheim – L 543 – Kreisgrenze – (K 2 in Landau in der Pfalz) – Kreisgrenze – L 542                                      |
| K 22 | Dörrenbach – |
| K 23 | – L 545 – K 16 – L 544 |
| K 24 | L 544 – Dierbach – Kreisgrenze – (K 15 im Landkreis Germersheim)                                                                            |
| K 25 | in Oberotterbach – L 545 – Niederotterbach – L 544 – Kreisgrenze – (K 14 im Landkreis Germersheim)                                          |
| K 26 | L 546 in Kapsweyer – L 545 in Steinfeld |
| K 27 | – L 546 in Schweighofen |
| K 28 | Schweigen-Rechtenbach – |
| K 29 | Kloster Liebfrauenberg – |
| K 30 | Kropsburg – K 6 in Edenkoben |
| K 31 | L 512 in Edenkoben – L 516 |
| K 32 | L 514 in Sankt Martin – L 512 – L 516 |
| K 35 | (K 6 in Neustadt an der Weinstraße) – Kreisgrenze – K 6                                                                                     |
| K 36 | K 6 – K 37 in Böbingen |
| K 37 | L 540 in Freimersheim (Pfalz) – K 38 – Böbingen – K 36 – L 530/L 538                                                                        |
| K 38 | K 37 in Freimersheim (Pfalz) – L 507 – Kreisgrenze – (K 1 im Landkreis Germersheim)                                                         |
| K 39 | Hochstadt – |
| K 40 | – L 509 |
| K 41 | – K 42 in Bornheim |
| K 42 | – (Abzweig zur K 13 in Landau in der Pfalz) – Bornheim – K 41 – K 43 – L 542                                                                |
| K 43 | (K 14 in Landau in der Pfalz) – Kreisgrenze – K 42                                                                                          |
| K 44 | L 542 in Herxheim bei Landau/Pfalz – Kreisgrenze – (K 10 im Landkreis Germersheim)                                                          |
| K 45 | (K 7 in Landau in der Pfalz) – Kreisgrenze – Impflingen – Insheim – L 543                                                                   |
| K 46 | L 509 – K 17 |
| K 47 | L 508 – K 17 in Göcklingen |
| K 48 | L 508 in Leinsweiler – K 20 |
| K 51 | (K 18 im Landkreis Bad Dürkheim) – Kreisgrenze – ohne Abzweig einer klassifizierten Straße – Kreisgrenze – (K 18 im Landkreis Bad Dürkheim) |
| K 52 | L 512 in Böchingen – Kreisgrenze – (K 9 in Landau in der Pfalz)                                                                             |
| K 53 | L 507 in Frankweiler – K 54 – Kreisgrenze – (K 10 in Landau in der Pfalz)                                                                   |
| K 54 | L 507 in Frankweiler – K 53 – Böchingen – L 513 – Roschbach – K 56 – L 516                                                                  |
| K 55 | L 513 in Walsheim – Kreisgrenze – (K 11 in Landau in der Pfalz)                                                                             |
| K 56 | L 507 in Hainfeld – K 54 in Roschbach |
| K 57 | L 507 in Burrweiler – L 512 in Böchingen |
| K 58 | L 506 – K 59 – L 507 in Burrweiler |
| K 59 | K 58 – L 507 |
| K 61 | (K 55 im Landkreis Südwestpfalz) – Kreisgrenze – K 65                                                                                       |
| K 62 | L 542 in Hayna – Kreisgrenze – (K 11 im Landkreis Germersheim)                                                                              |
| K 64 | Villa Ludwigshöhe – L 512 |
| K 65 | (K 91 im Landkreis Südwestpfalz) – Kreisgrenze – K 1 – K 61 – L 490 in Sarnstall                                                            |